# Szombathelyi Haladás
El Szombathelyi Haladás és un club de futbol hongarès de la ciutat de Szombathely. El club juga els seus partits al Rohonci úti Stadion que té una capacitat de 9.500 espectadors.

## Història

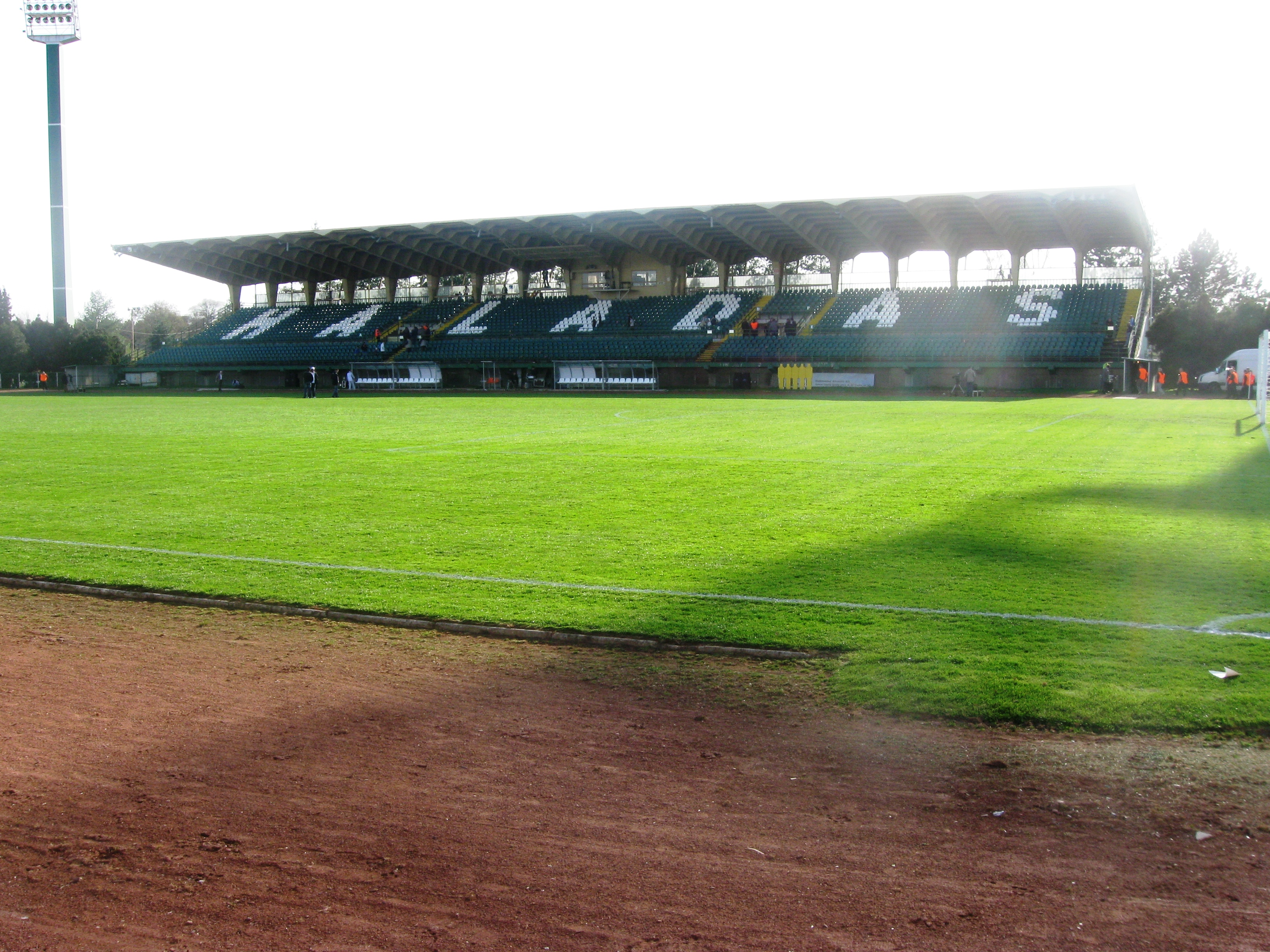
L'antic estadi Rohonci úti Stadion

El club va ser fundat l'any 1919. El club ha estat tres cops finalista de la copa hongaresa els anys 1975, 1993 i 2002. Des del seu primer ascens a primera l'any 1936, el club ha passat 51 temporades a la categoria (fins a l'any 2017).
Evolució del nom:
- 1919: Szombathelyi Haladás Vasutas Sport Egyesület
- 1926: Szombathelyi MÁV
- 1936: Szombathelyi Haladás VSE
- 1948: Szombathelyi VSE
- 1951: Szombathelyi Lokomotív Sportegyesület
- 1954: Szombathelyi Törekvés
- 1956: Szombathelyi Haladás VSE
- 1995: Haladás VFC
- 1997: Haladás-Milos
- 2000: Haladás
- 2001: s.Oliver-Haladás
- 2002: Lombard FC Haladás
- 2004: Szombathelyi Haladás
- 2011: Haladás-Sopron Bank

## Palmarès
- Copa d'Hongria: 
  - Finalista : 1975, 1993, 2002